# Mammiferi estinti in tempi storici
Questa è una lista incompleta di mammiferi estintisi in tempi storici, ovvero a partire dal 3000 a.C. (inizio della storia) circa, fino ai giorni nostri, includendo le loro date di estinzione ed il loro areale passato. I mammiferi qui elencati sono organismi che sono stati descritti dalla scienza, ma che si sono in seguito estinti. Molti di questi animali sono scomparsi a causa della caccia da parte dell'uomo, per nutrimento o per hobby, o attraverso la distruzione dell'habitat.

## Marsupiali

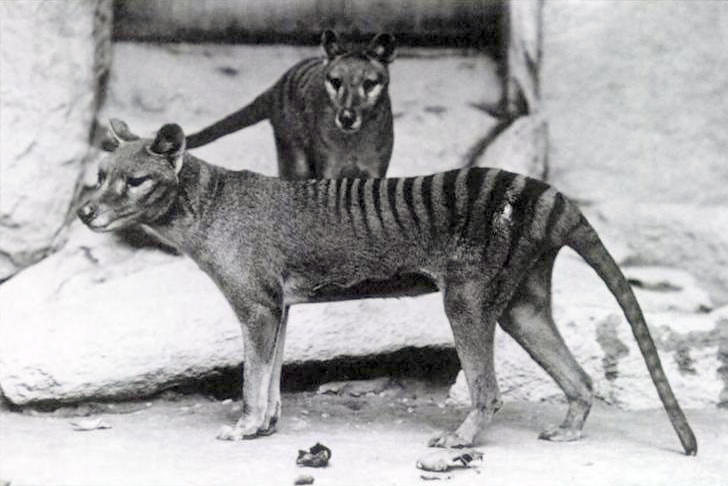
Lupo marsupiale della Tasmania (Thylacinus cynocephalus)

- Bettongia anhydra - bettongia anidra
- Bettongia pusilla - bettongia nana del Nullarbor (1500?)
- Caloprymnus campestris - ratto canguro del deserto (1935)
- Chaeropus ecaudatus - bandicoot piede di porco (anni cinquanta?)
- Cryptonanus ignitus (1962)
- Lagorchestes asomatus - wallaby lepre centrale (anni sessanta?)
- Lagorchestes leporides - wallaby lepre orientale (1889)
- Macropus greyi - wallaby toolache (1943 ca.)
- Macrotis leucura - bilby minore (anni cinquanta?)
- Onychogalea lunata - wallaby dalla coda unghiuta a mezzaluna (1956 ca.)
- Potorous platyops - potoroo dal muso largo (1875 ca.)
- Perameles eremiana - bandicoot del deserto (1943-1960?)
- Thylacinus cynocephalus - tilacino o lupo marsupiale della Tasmania (1936)

## Sdentati
- Armadillo arboricolo (1875)
- Formichiere di Bennet

## Roditori

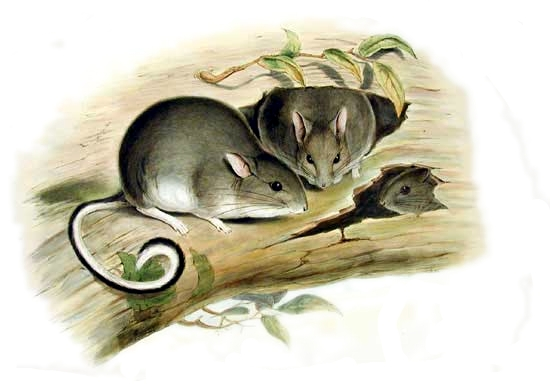
Ratto coniglio dai piedi bianchi (Conilurus albipes)

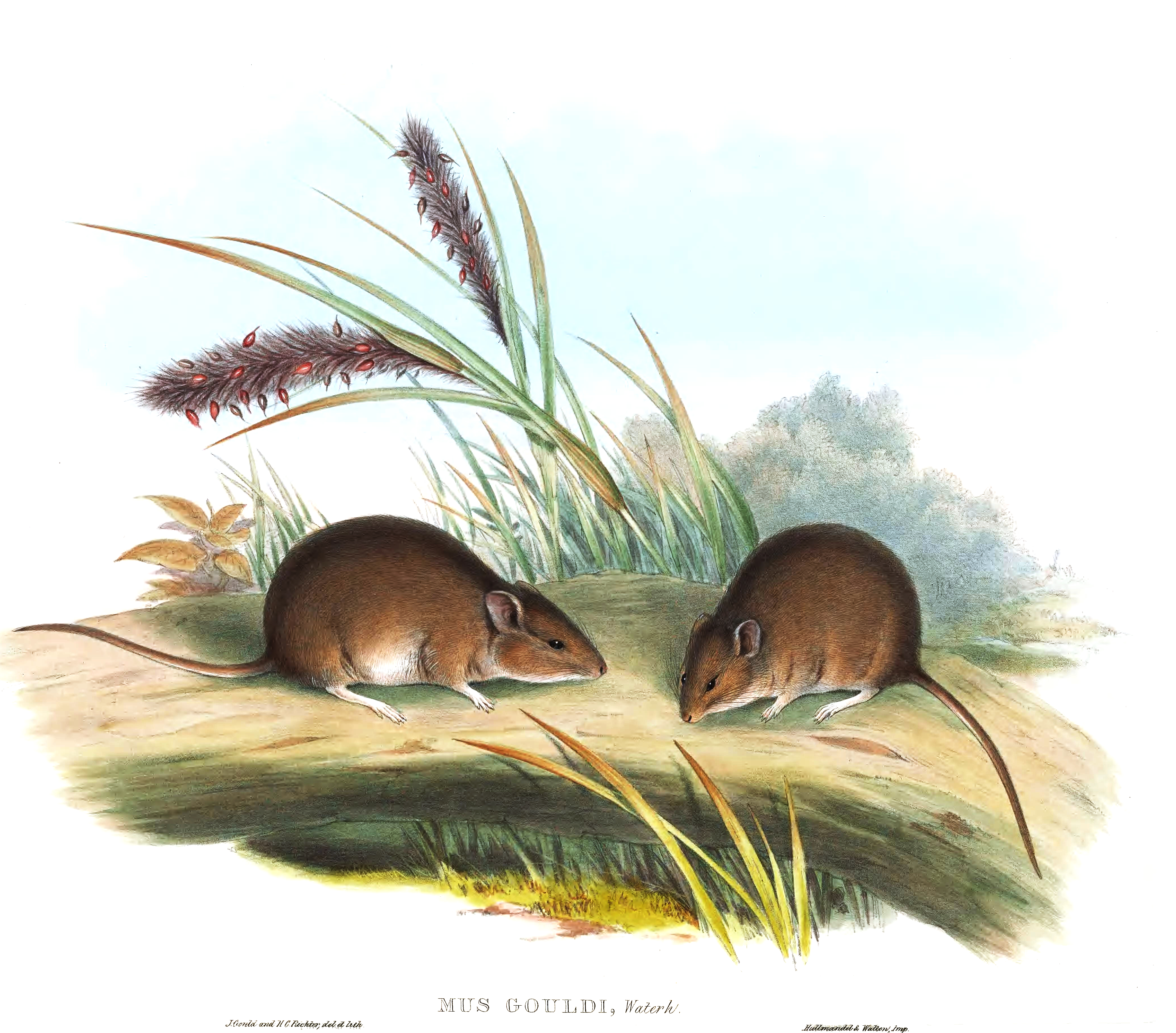
Topo australiano di Gould (Pseudomys gouldii)

- Boromys offella - ratto delle caverne orientale (1500 ca.)
- Boromys torrei - ratto delle caverne di Torre (1500 ca.)
- Brotomys voratus - ratto commestibile di Hispaniola (1500)
- Canariomys bravoi - ratto gigante di Tenerife (dopo il 1000 a.C.)
- Conilurus albipes - ratto coniglio dai piedi bianchi (anni sessanta del XIX secolo)
- Conilurus capricornensis - ratto coniglio del capricorno
- Coryphomys buhleri (1000-2000 anni fa)
- Coryphomys musseri (1000-2000 anni fa)
- Crocidura trichura - sorice muschiato dell'Isola di Natale  (1900)
- Geocapromys columbianus - Coney cubano (1500 ca.)
- Geocapromys thoracatus - hutia di Swan (1955?)
- Geomys pinetis goffi (1955)
- Heteropsomys insulans (1500?)
- Hexolobodon phenax - hutia impostore (1500 ca.)
- Isolobodon montanus - hutia montano (1500 ca.)
- Isolobodon portoricensis - huita di Porto Rico (1500-1800?)
- Juscelinomys candango (anni sessanta)
- Megalomys desmarestii - ratto muschiato della Martinica (1902?)
- Megalomys luciae (1881)
- Megaoryzomys curioi (1500?)
- Melomys rubicola - melomio di bramble cay (2014)
- Neotoma anthonyi (1926?)
- Neotoma bunkeri (1931?)
- Neotoma martinensis (anni cinquanta)
- Nesoryzomys darwini - topo delle Galápagos di Darwin (anni trenta)
- Nesoryzomys indefessus - topo delle Galapagos di Indefatigable (anni trenta)
- Noronhomys vespuccii (1500)
- Notomys amplus - topo saltatore dalla coda corta (1896)
- Notomys longicaudatus - topo saltatore dalla coda lunga (1901-1902)
- Notomys macrotis - topo saltatore dalle grandi orecchie (1843-1844)
- Notomys mordax - topo saltatore dei Darling Downs (anni quaranta del XIX secolo)
- Oligoryzomys victus (1892)
- Oryzomys antillarum (1877)
- Oryzomys nelsoni - ratto del riso di Nelson (1897)
- Papagomys theodorverhoeveni - ratto arboricolo gigante di Verhoevan (prima del 1500?)
- Peromyscus pembertoni (1931)
- Plagiodontia ipnaeum (1500)
- Pseudomys glaucus (1956)
- Pseudomys gouldii - topo di Gould (1856-1857)
- Rattus macleari (1902-1904)
- Rattus nativitatis (1900-1904)
- Ratufa indica dealbata - scoiattolo gigante di Dang (1940)
- Spelaeomys florensis - ratto delle caverne di Flores (prima del 1500?)
- Synaptomys cooperi paludis - lemming delle torbiere del Kansas (1946)
- Synaptomys cooperi relictus - lemming delle torbiere del Nebraska (1968)
- Thomomys mazama tacomensis (1970)

## Lagomorfi
- Prolagus sardus - pika sardo (1774)

## Soricomorfi
- Nesophontes edithae (1500)
- Nesophontes hypomicrus (1500)
- Nesophontes major (1500)
- Nesophontes micrus (1500)
- Nesophontes paramicrus (1500)
- Nesophontes zamicrus (1500)
- Solenodon marcanoi - solenodonte di Marcano (XVII secolo?)

## Chirotteri
- Acerodon jubatus lucifer - pipistrello gigante della frutta di Panay (1892)
- Monophyllus plethodon frater - pipistrello dal muso lungo portoricano (1850 ca.)
- Phyllonycteris major - pipistrello dei fiori portoricano
- Pipistrellus murrayi - pipistrello dell'Isola di Natale (2009)
- Pteropus brunneus (1874?)
- Pteropus pilosus - volpe volante maggiore di Palau (1874)
- Pteropus subniger - volpe volante minore delle Mascarene (1864-1873)
- Pteropus tokudae - volpe volante di Guam (1968)

## Primati
- Antillothrix bernensis - scimmia di Hispaniola (intorno al 1500)
- Archaeolemur edwardsi (1500?)
- Archaeolemur majori (1500?)
- Babakotia radofilai (circa 500 anni fa)
- Daubentonia robusta - aye-aye gigante (meno di 1000 anni fa?)
- Hadropithecus stenognathus (1500)
- Xenothrix mcgregori (1500-1700?)

## Ungulati

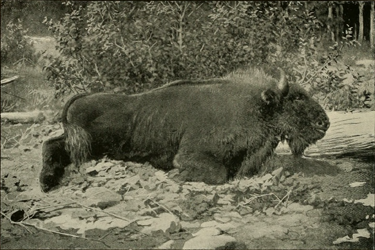
Bisonte del Caucaso (Bison bonasus caucasicus)

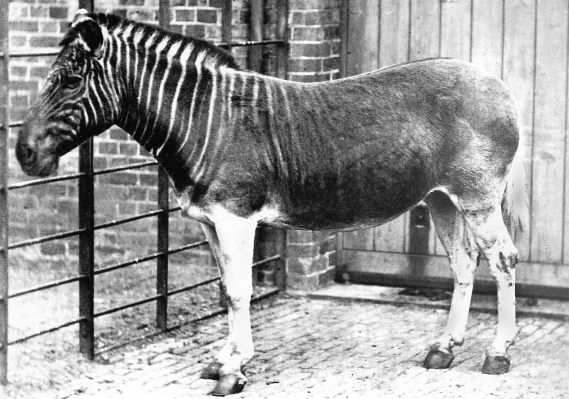
Quagga (Equus quagga quagga)

- Alcelaphus buselaphus buselaphus - alcelafo bubalo (1923)
- Alces alces caucasicus - alce caucasico (1810 - ricreato)
- Bison bonasus caucasicus - bisonte caucasico (1927)
- Bison bonasus hungarorum - bisonte dei Carpazi (1790)
- Bos primigenius - uro (1627)
- Capra pyrenaica lusitanica - stambecco portoghese (1892)
- Capra pyrenaica pyrenaica - stambecco dei Pirenei (2000)
- Cervus canadensis merriami - wapiti di Merriam (1906 ca.)
- Diceros bicornis longipes - rinoceronte nero occidentale (2006)
- Equus ferus ferus - tarpan (1918-1919 - ricreato)
- Equus hemionus hemippus - asino selvatico siriano (1927)
- Equus quagga burchellii - zebra di Burchell (1918 - ricreato)
- Equus quagga quagga - quagga (1883 - ricreato)
- Eudorcas rufina - gazzella rossa (1894 ca.)
- Gazella bilkis - gazzella della Regina di Saba (1951)
- Gazella saudiya - gazzella saudita (anni ottanta?)
- Hippopotamus lemerlei (circa 1000 anni fa?)
- Hippopotamus madagascariensis (circa 1000 anni fa?)
- Hippotragus leucophaeus - antilope azzurra (1799-1800)
- Kobus leche robertsi - lichi di Roberts (1994)
- Ourebia ourebi kenyae - oribi del Kenya (1996)
- Phacochoerus aethiopicus aethiopicus - facocero del Capo (1871 ca.)
- Rangifer tarandus dawsoni - caribù della Regina Carlotta (1935)
- Rucervus schomburgki - cervo di Schomburgk (1938)
- Sus cebifrons cebifrons (2000 ca.)
- Ceratotherium simum cottoni - rinoceronte bianco settentrionale

## Carnivori

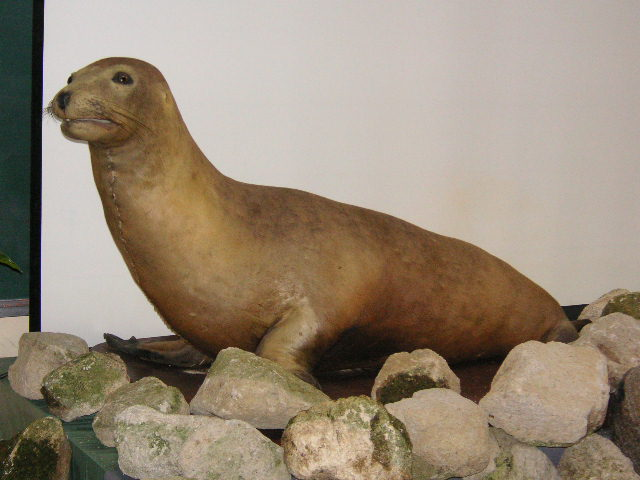
Leone marino giapponese (Zalophus japonicus)

- Canis lupus alces - lupo di Kenay (1925)
- Canis lupus beothucus - lupo bianco di Terranova (1911)
- Canis lupus bernardi - lupo di Bernard (1934)
- Canis lupus cristaldii - lupo siciliano (1924)
- Canis lupus fuscus - lupo della Catena delle Cascate (1950)
- Canis lupus hattai - lupo di Hokkaido (1889)
- Canis lupus hodophilax - lupo di Honshu (1905)
- Canis lupus mogollonensis (1942)
- Canis lupus monstrabilis - lupo del Texas (1920)
- Canis lupus youngi - lupo delle Montagne Rocciose meridionali (1940)
- Canis rufus floridanus - lupo nero della Florida (1917)
- Cryptoprocta spelea - fossa gigante (prima del 1400?)
- Dusicyon australis - lupo antartico o warrah (1876 ca.)
- Neomonachus tropicalis - foca monaca caraibica (1952)
- Neovison macrodon - visone marino (1894?)
- Panthera leo leo - leone berbero (1942?)
- Panthera leo melanochaitus - leone del Capo (1858?)
- Panthera tigris balica - tigre di Bali (1937)
- Panthera tigris sondaica - tigre di Giava (1979)
- Panthera tigris virgata - tigre del Caspio (anni settanta)
- Ursus arctos californicus - orso bruno californiano
- Ursus arctos crowtheri - orso dell'Atlante (anni settanta del XIX secolo?)
- Ursus arctos nelsoni - orso bruno messicano (1964)
- Zalophus japonicus - leone marino giapponese (anni cinquanta)

## Proboscidati
- Elephas maximus asurus - elefante della Siria (prima del 100 a.C.)
- Elephas maximus rubridens - elefante della Cina (1400 a.C. ca.)
- Loxodonta africana pharaoensis - elefante del Nordafrica (100 d.C. ca.)

## Sirenii
- Hydrodamalis gigas - ritina di Steller (1768)